# Stanley Butler
Stanley Meredith Butler (Londres, 5 de março de 1910 — Londres, 24 de maio de 1993) foi um ciclista britânico que competiu em duas provas nos Jogos Olímpicos de 1932, em Los Angeles, Estado Unidos.